# Zosterop del Senegal
El zosterop del Senegal (Zosterops senegalensis) és un ocell de la família dels zosteròpids (Zosteropidae).

## Hàbitat i distribució
Habita sabanes amb acàcies i bosquina de les terres baixes i muntanyes al sud de Mauritània, sud de Mali, Senegal, Gàmbia, Guinea, Sierra Leone, Libèria, Costa d'Ivori, Burkina Faso, Ghana, Togo, Benín, Nigèria, sud de Níger, Benín, Camerun, l'illa de Bioko, Guinea Equatorial, el Gabon, República Centreafricana, República Democràtica del Congo, sud de Txad i centre i Sudan del Sud fins l'oest d'Etiòpia, Eritrea, Uganda, Ruanda, Burundi, oest i centre de Kenya i Tanzània.